# Ban Dai (ban)
Ban Dai (Thai: บ้านด้าย) is een plaats in de tambon Ban Dai in de provincie Chiang Rai. De plaats telde in mei 2011 in totaal 911 inwoners, waarvan 431 mannen en 480 vrouwen. Ban Dai telde destijds 385 huishoudens.
In de plaats bevinden zich het tambonkantoor, een politiebureau en twee tempels, de "Wat Ban Dai" en de "Wat Thung Sawang Arom".